# Charles & Eddie
Charles & Eddie est un duo de musique pop américain formé par Charles Pettigrew et Eddie Chacon. Leur chanson, Would I Lie to You?, tirée de leur premier album Duophonic et sortie en 1992, les a fait connaître dans le monde entier.

## Membres
- Charles Pettigrew, né le 12 mai 1963 à Philadelphie (Pennsylvanie) et mort le 6 avril 2001 à Philadelphie[1] : chanteur
- Eddie Chacon, né le 22 août 1963 à Oakland (Californie)[2] : chanteur

## Carrière

### Le groupe
Charles Pettigrew et Eddie Chacon se rencontrent pour la première fois à New York. En 1992, ils connaissent un succès mondial avec Would I Lie To You?, un titre écrit par les Britanniques Mick Leeson et Peter Vale. En 2005, cette chanson est remixée par Eddie Chacon et un chanteur du nom de Musikk. Par ailleurs, Charles & Eddie sont intervenus sur la bande originale des films True Romance, Les Valeurs de la famille Addams et Super Mario Bros.

### Charles Pettigrew
Charles Pettigrew a longtemps étudié le jazz au Berklee College Of Music de Boston après avoir rencontré un petit succès avec un groupe appelé Down Avenue, en 1985. En 1998, il rejoint Tom Tom Club, un groupe de musique pop, mais décède quelques années plus tard des suites d'un cancer, à l'âge de 37 ans.

### Eddie Chacon
Eddie Chacon a grandi à Hayward et à  Castro Valley, en Californie. À l'âge de 12 ans, il jouait déjà dans des groupes avec ses amis de quartiers Cliff Burton (Metallica) et Mike Bordin (Faith No More). Après que Charles & Eddie se soit dissout, il a déménagé à Los Angeles, Miami, Londres ou encore à Copenhague afin d'amener sa carrière vers d'autres horizons. Reconverti dans l'écriture musicale et la production, Eddie Chacon a depuis signé de nombreux titres, principalement en Europe.

## Discographie

### Albums studio
- 1992 : Duophonic
- 1995 : Chocolate Milk